# 黄崖

黄崖，宋朝政治人物。
黄崖曾于1228年接替詹驌任华亭县知县一职，1230年由程熹接任。